# Хичити
Хичити (на английски: Hitchiti) е северноамериканско индианско племе, което през 18 век живее в южна Джорджия. Сред племената на Крикската конфедерация, хичитите са считани за родоначалник на една отделна група от долните крики, която говори отделен език на Мускогското езиково семейство, различен от мускогския. Тази група включва племената савокли, окмулги, окони, апалачикола и може би чиаха. Всички тези хора наричат себе си „Ацик-хата“. Преди идването на криките в Джорджия, хичитите са може би най-важното племе в региона, а езикът им е преобладаващ от река Чатахучи до Атлантическото крайбрежие.

## Произход и име
За произходът на хичити има множество легенди. Самите хичити твърдят, че в миграцията си стигнали до едно място, където морето е тясно и замръзнало. След като преминават по леда те пътуват от място на място, докато стигат Атлантическия бряг. Тогава мускогите, които идват от запад, стигат до мястото, където живеят хичитите. Двете племена вместо да воюват за територия се съюзяват и стават като едно племе. Самото име хичити може би идва от мускогската дума „ахичита-тези, които търсят потока“, от името на един поток, вливащ се в река Чатахучи.

## История
Първата поява на племето е може би в хрониките на Ернандо де Сото под името „Окуте“ или „Окути“. Че Окуте е по-късните хичити е безспорно, тъй като името се среща често след това в испанските документи като име на племе от долните крики. През 1760 г. французите ги споменават като „Айките“. Първата им поява под името хичити е от англичаните, след основаването на колонията Южна Каролина през 1670 г. На карти от този период градът им е поставен на река Окмулги, под града на ковета. След Войната ямаси от 1715 г., хичитите, заедно с останалите долни крики се местят на река Чатахучи. През 1761 г. градът им се намира между тези на чиаха и апалачикола. От този период са известни имената на още две техни селища
- Хичитучи – от двете страни на река Флинт
- Туталоси – на малък поток, западно от Хичитучи.

През 1832 г. се споменава и едно село под името Хихахе. След отстраняването им на запад, заедно с останалите племена на конфедерацията, хичитите се заселват в центъра на новата територия, близо до днешния Хичата, Оклахома. Преди това част от племето мигрира във Флорида при семинолите и след отстраняването и на семинолите, те получават отделно парче земя, което стопанисват известно време.